# Atlantoraphidia
Atlantoraphidia is een geslacht van kameelhalsvliegen uit de familie van de Raphidiidae. 
Atlantoraphidia werd voor het eerst wetenschappelijk beschreven door H. Aspöck & U. Aspöck in 1968.

## Soort
Het geslacht Atlantoraphidia omvat de volgende soort:
- Atlantoraphidia maculicollis (Stephens, 1836)